# Tasso d'attacco
Il tasso d'attacco è un particolare tasso di incidenza che misura la frequenza di una malattia, di una condizione cronica o di un trauma, in una particolare popolazione e in riferimento ad un limitato intervallo di tempo, ad esempio durante un'epidemia.
Nel calcolo del tasso di attacco, il numeratore è costituito dal numero di nuovi casi del problema sanitario oggetto di studio nel corso dell'epidemia e il denominatore è la popolazione all'inizio del periodo.

## Calcolo
La formula è:
{\displaystyle {\frac {\mbox{numero di nuovi casi nella popolazione a rischio}}{\mbox{numero di persone a rischio nella popolazione}}}={\mbox{Tasso}}}
Ad esempio se 70 persone, su una popolazione di 98 individui, si sono ammalate in seguito ad un'epidemia, il tasso di attacco è:
{\displaystyle {\frac {70}{98}}\cong 0.714}
ovvero il 71.4% della popolazione.

## Tasso di attacco secondario

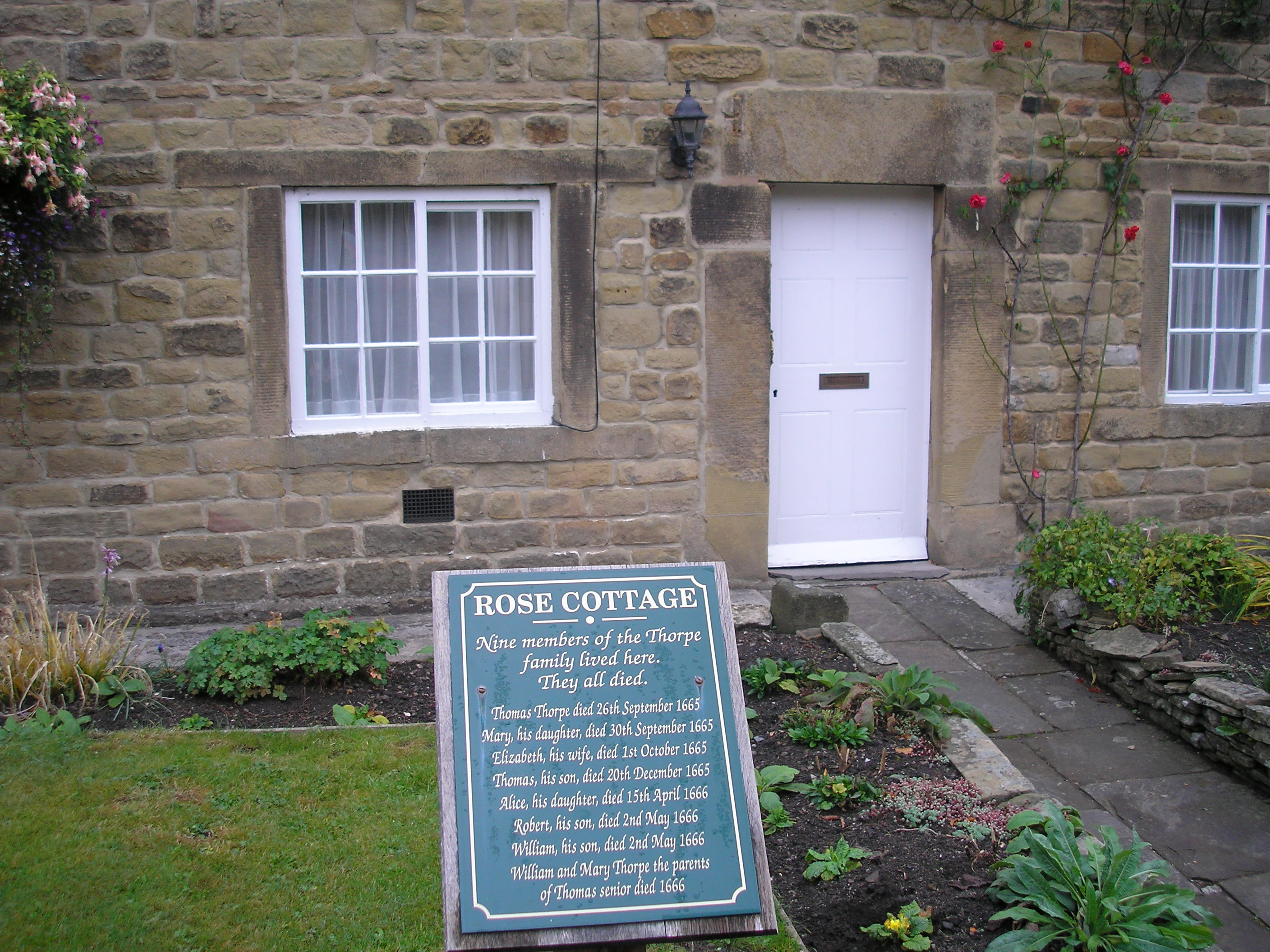
Targa commemorativa a Eyam(Inghilterra), che commemora la morte dei nove membri di una famiglia, in quarantena nella loro casa.

Il tasso di attacco secondario è una misura di contagiosità ed è utile nella valutazione delle misure di controllo e di contenimento delle epidemie. Si ricava con al numeratore il numero di casi di infezione che si verificano tra i contatti entro il periodo di incubazione dopo l'esposizione a un caso primario con al denominatore il numero totale di contatti esposti al contagio. Al denominatore, quando può essere determinato, si dovrebbe porre solo il numero di contatti suscettibili.
Il tasso di attacco secondario può essere definito come la probabilità che si verifichi un'infezione tra persone suscettibili all'interno di un gruppo specifico (ad es. la famiglia o contatti stretti di lavoro), Al contrario,  il numero di riproduzione di base, noto come R0 descrive solo la dinamica media della trasmissione.

### Calcolo
Considerando un focolaio di shigellosi in cui 18 persone in 18 famiglie diverse si sono ammalate, se la popolazione della comunità era di 1.000 persone, il tasso di attacco complessivo sarà di 18 ⁄ 1.000 × 100% = 1,8%. Dopo i giorni tipici del periodo di incubazione (circa 6), 17 persone nelle stesse famiglie di questi casi "primari" hanno sviluppato la shigellosi. Se le 18 famiglie includevano 86 persone suscettibili,  il tasso di attacco secondario sarà:
{\displaystyle {\frac {17}{86-18}}=0.25}
ovvero il 25,0%